# دانشگاه ایالتی سن‌دیگو
دانشگاه ایالتی سن دیگو (به انگلیسی: San Diego State University) یک دانشگاه تحقیقاتی دولتی در سن‌دیگو واقع در ایالت کالیفرنیا آمریکا است که در سال ۱۸۹۷ میلادی بنیان‌گذاری شده‌است. این دانشگاه از اعضای نظام دانشگاهی ایالتی کالیفرنیا به‌شمار می‌رود.

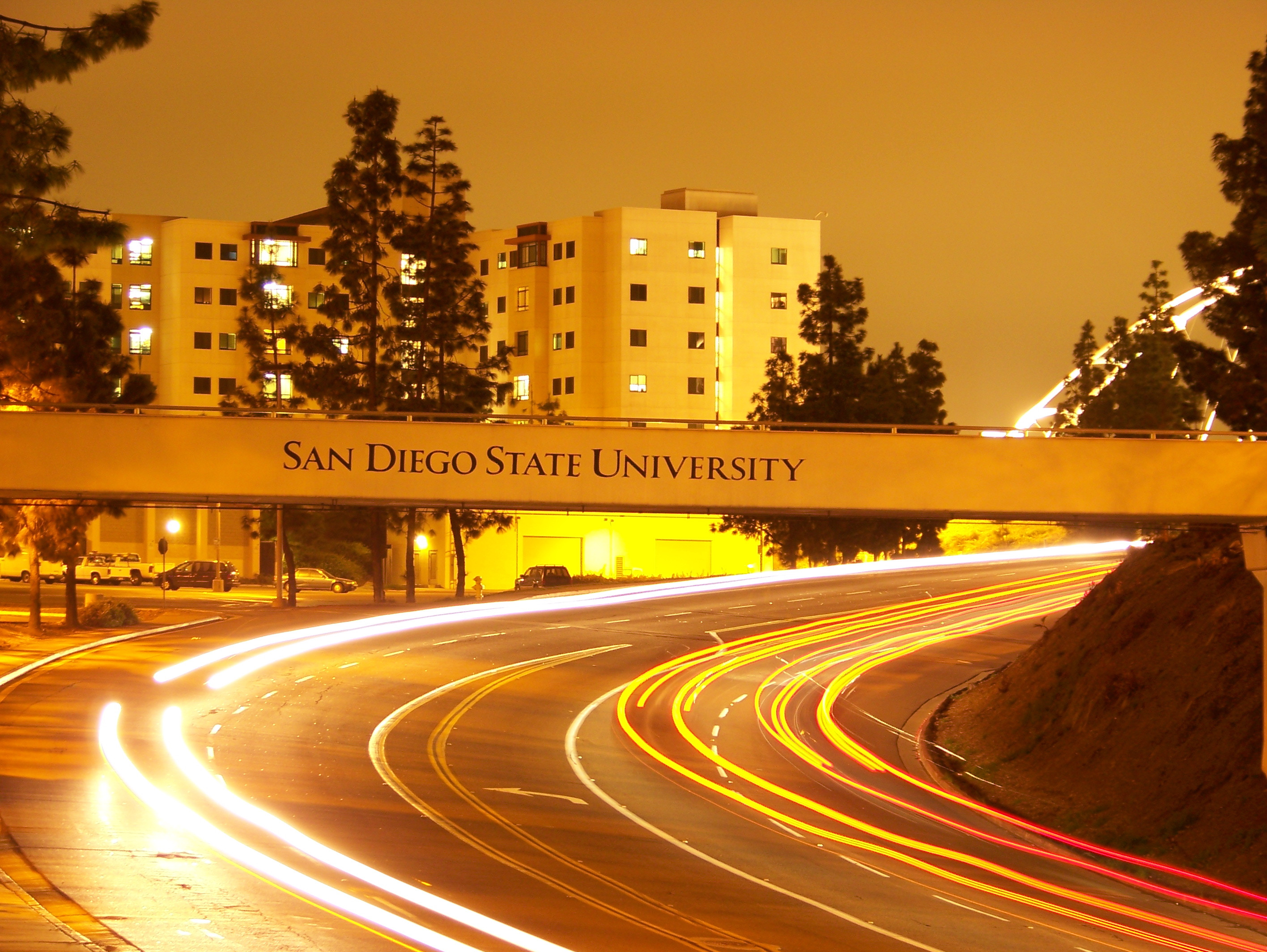
پل عابر پیاده در دانشگاه

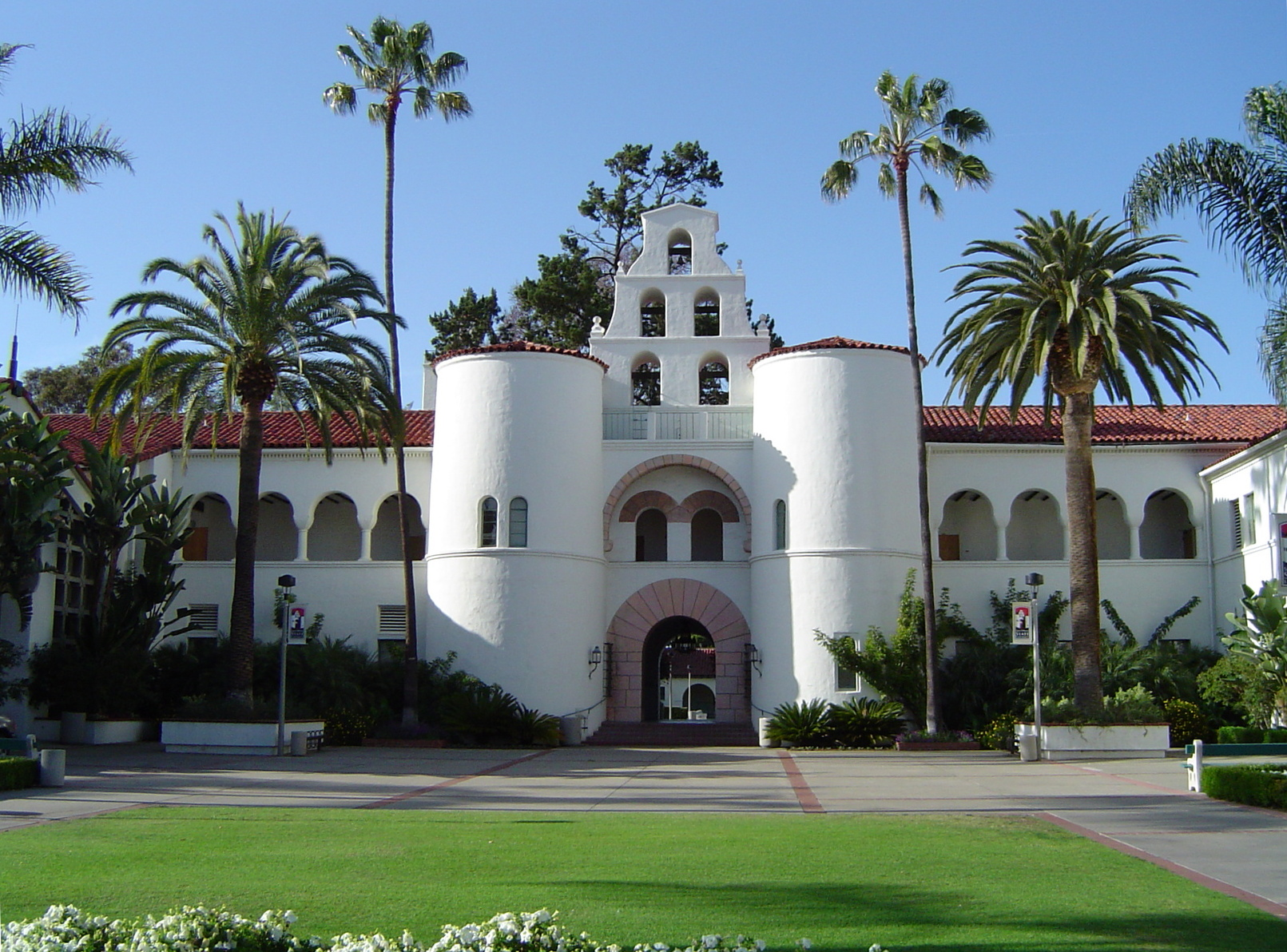
ساختمان «هپنر»